# 桃樂絲·哈里森·尤斯蒂斯
桃樂絲·哈里森·尤斯蒂斯（英語：Dorothy Harrison Eustis，1886年5月30日—1946年9月8日）是美國犬隻飼養員和慈善家，美國第一所導盲犬學校The Seeing Eye的聯合創辦人。2011年入選全國婦女名人堂。

## 生平
出生於費城。1906年與華特·A·伍德結婚並搬至紐約，1915年伍德因病去世。1921年移居瑞士，1923年與喬治·M·尤斯蒂斯結婚。
1927年11月，尤斯蒂斯在《星期六晚郵報》上發表了一篇關於導盲犬的文章，事後田納西州的一名年輕視障者莫里斯·法蘭克在給尤斯蒂斯的來信中表示希望能夠擁有導盲犬。於是尤斯蒂斯應其要求在瑞士著手培訓導盲犬，1928年法蘭克來到瑞士學習與導盲犬互動之後，便帶著導盲犬「巴迪」（Buddy）回到美國，受到媒體矚目。1929年尤斯蒂斯回美國，與法蘭克共同創立美國第一所導盲犬學校The Seeing Eye，並擔任總裁。她將自己的大部分財產都投入了The Seeing Eye。1940年，辭去The Seeing Eye的總裁職位，轉任名譽總裁。
1946年，她在紐約市家中去世，享年60歲。截至當年The Seeing Eye已經成功培訓出1300隻以上的導盲犬。